# أحمد صديق
ولد أحمد صديق في 16 اغسطس 1983 هو لاعب النادي الأهلي المصري. يلعب في الجناح الأيمن. لعب في النادي الإسماعيلي موسمين بدايه من أغسطس 2009 إلى يوليو 2011 وبعدها انتقل إلى النادي الأهلي. يعتبر احمد صديق اللاعب الوحيد الذي خرج من النادي الأهلي ثلاث مرات وعاد إليه. يذكر أن الاعب أحمد صديق كان يلعب لصفوف الشباب بالنادي الأهلي قبل أربع سنوات بعد إعارته من نادي الفيوم «للشياطين الحمر» وقد كان شارك في مباراة واحدة مع الفريق الأول للنادي الأهلي أمام أسوان في الدوري الممتاز موسم 2003/2004 وفاز الأهلي وقتها بهدفين مقابل هدف، وبعدها انتقل أحمد صديق إلى نادي أسمنت أسيوط الهابط هذا الموسم من الدوري وكان انتقاله إلى نادي الأسمنت بعد انتهاء فترة إعارته للأهلي في موسم 2004/2005.

## روابط خارجية
- أحمد صديق على موقع الاتحاد الدولي (مؤرشف)  (الإنجليزية)
- أحمد صديق على موقع قاعدة بيانات كرة القدم.إي يو (الإنجليزية)
- أحمد صديق على موقع كووورة